# Lîsohirka, Cemerivți
Lîsohirka (în ucraineană Лисогірка) este un sat în comuna Vivsea din raionul Cemerivți, regiunea Hmelnîțkîi, Ucraina.

## Demografie
Componența lingvistică a localității Lîsohirka
     Ucraineană (98,21%)
     Rusă (1,79%)
Conform recensământului din 2001, majoritatea populației localității Lîsohirka era vorbitoare de ucraineană (98,21%), existând în minoritate și vorbitori de rusă (1,79%).